# Ermano Fegatilli
Ermano Fegatilli est un boxeur belge d'origine italienne né le 19 août 1984 à Ougrée.

## Carrière
Passé professionnel en 2005, il remporte le titre de champion d'Europe des poids super-plumes de l'European Boxing Union en 2007 et en 2011.

## Vie personnelle
Fegatilli détient un Master en économie avec la plus grande distinction de l'Université de Liège ce qui lui vaut son surnom de il dottore. Il est actuellement employé à temps plein comme consultant en gestion de santé au C.H.U. de Liège.